# American Society of Cinematographers
American Society of Cinematographers é uma organização cultural, profissional e educacional norte-americana.
Não é um sindicato. A associação é por convite e é estendida apenas aos diretores de fotografia e efeitos especiais especialistas com créditos de destaque na indústria cinematográfica. Nem todos os cineastas podem colocar a sigla ASC após seus nomes. ASC adesão tornou-se uma das maiores honrarias que podem ser concedidas a um cineasta profissional, uma marca de prestígio e distinção. A ASC tem atualmente cerca de 340 membros.